# ويليام لونغ (سياسي إكوادوري)
ويليام لونغ هو سياسي إكوادوري، ولد في 22 فبراير 1977 في باريس في فرنسا. حزبياً، نشط في Mover (political party) ‏. وقد انتخب Minister of Foreign Affairs of Ecuador ‏ (3 مارس 2016 – ).

## وصلات خارجية
- الموقع الرسمي